# Plouhinec (Morbihan)
Plouhinec é uma comuna francesa na região administrativa da Bretanha, no departamento de Morbihan. Estende-se por uma área de 35,58 km². Em 2010 a comuna tinha 5 492 habitantes (densidade: 154,4 hab./km²).